# Johann Ghogreff
Johann von Ghogreff oder Gogreve (andere Schreibweisen: Ghogravius, Goichgreff u. ä.; * um 1499 in Düsseldorf im Herzogtum Berg (Montensi natus); † 17. Februar 1554 im Haus Hellenbroich bei Mettmann) war ein deutscher Humanist und Kanzler von Jülich-Kleve-Berg.

## Leben

### Herkunft
Johann Ghogreff entstammte dem im Herforder, Minden-Ravensberger und Osnabrücker Raum verbreiteten westfälischen Adelsgeschlecht Gogreve, das allerdings andere Wappen führte als er. Wahrscheinlich besteht keine Stammesverwandtschaft mit dem westfälisch-waldeckschen Adelsgeschlecht der Gaugreben.
Johann Ghogreff gehörte zu einem Familienzweig, der in der Umgebung von Lübbecke, Stemwede und Ostercappeln begütert war. Mitglieder dieses Familienzweigs standen als Burgmannen und Richter der Hunteburg („Himteborck“) im Kirchspiel Ostercappeln des Amtes Wittlage in Diensten des Bistums Osnabrück. Johann Ghogreffs Urgroßvater Giseke (Giso) Gogreve († nach 1418) wurde vom Mindener Stift St. Mauritius und Simeon der Frundeshof in der Bauerschaft Lintorp bei Barkhausen (Bad Essen) verpfändet. Johann Ghogreffs Tochter Agnes brachte ihre Hälfte von sieben Höfen zu Hunteburg („Honteburgh“) in die Ehe mit Ludolf d. L. von Fürstenberg ein, ihre Erben besaßen noch 1605 Höfe im Osnabrücker Raum bei Ostercappeln.
1430 und 1434 werden in Urkunden der Klöster Levern und Burlage der Knappe Heinrich Gogreve, Sohn des Geseke, und seine Frau Lihse (Lize; Elisabeth) mit den – offenbar noch minderjährigen – Söhnen Gerlach, Gizeke, Pellike, und den Töchtern Alveke und Rikeza erwähnt. Der Knappe Gerlich (Gerlach) Gogreve und sein Bruder Giseke verkauften 1472 ein Drittel des Tutteshauses („Tutteshofs“) in Linne bei Barkhausen. Sehr wahrscheinlich war Heinrich Gogreve der Großvater und Gerlach Gogreve ein Onkel des Johann Ghogreff.

### Sohn des Amtmanns Giesbert Gogreve
Johann Ghogreff war der Sohn des Düsseldorfer Amtmanns und Schlosshauptmanns Giesbert (Gisgen, Gysge, Gischgen) Ghogreff (Goegreffe; von Gogreve, Goegrebe) (* vor 1430; † 1504/05), Lehnsherren von Hellenbroich, und dessen dritter Frau (⚭ 1491) Margaretha von der Recke († 1515/25), Tochter des Hermann von der Recke († 1474/84) und (⚭ vor 1462) der Katharina von Calcum gen. Leuchtmar († nach 1497).
Giesbert Ghogreff war als Gefolgsmann des Herzogs Gerhard von Jülich-Berg und Ravensberg aus Westfalen in das Rheinland gekommen. Er war in erster Ehe mit Hilla (Hildegard) N. und in zweiter Ehe (⚭ vor 1478) mit Sophia (Fya) von Hammerstein († nach 1482) verheiratet. Sein Stiefsohn („Schwager“) aus der Ehe mit Sophia von Hammerstein war Christian von Lennep († nach 1498). Gisge Gogreve wurde 1485 in Soest gefangen gehalten, hielt sich 1487 – wahrscheinlich gegen Bürgschaft – wieder im Rheinland auf und kam offenbar erst um 1489/90 nach Intervention der neuen Herzogin Mechthild (1473–1505), Tochter des Landgrafen Heinrich III. von Hessen (1440–1483), bei ihrer Hochzeit in Soest am 3. November 1489 mit Herzog Johann von Kleve-Mark (1458–1521) endgültig wieder frei. Er war begütert unter anderem in Kalkum, Zeppenheim, Lichtenbroich, Himmelgeist und belehnt mit der Bannmühle zu Hellenbroich.

### Humanistische Bildung
Johann Ghogreff war humanistisch gebildet und ein Verehrer von Erasmus von Rotterdam (* 1466/67/69; † 1536), in dessen Korrespondenz er verschiedentlich erwähnt wird. 1514 immatrikulierte er sich als „Johannes Gogreef de Dusseldorp“ an der Artistenfakultät der Universität Köln und erwarb dort 1515 das Bakkalaureat. Seine humanistisch gesinnten späteren Mitstreiter Johann von Vlatten (um 1498–1562) und Konrad Heresbach (1496–1576) waren Kölner Kommilitonen. 1515–1519 studierte Johannes Gogreff (Goegreeff) ducatus Montensis incola an der juristischen Fakultät in Orléans, wo er bei Adolf Eichholz (vor 1490–1563), dem späteren Rektor der Kölner Universität, wohnte. Das Lizenziat der Rechte erwarb er zusammen mit Antonius von Hausmann zu Namedy (Anton von Husmann) (* um 1496; † 1559/63). 1519 erhielt er eine Präbende (Pfründe) am Kollegiatstift St. Martini in Minden. 1520 studierte er in Bologna, dort gehörten Heinrich Bars genannt Olisleger (* vor 1500; † 1575) und Julius von Pflug zu seinen Mitstudenten. Ghogreff schloss das Studium als Dr. iur. utr. ab und hielt sich danach einige Zeit in Rom auf. Er sprach Latein, Italienisch und Französisch.
Von 1524 bis 1530 war Ghogreff Propst des Stiftes St. Gereon in Köln. Er übernahm das Amt von Johann Potken (* um 1475; † 1524) während eines Aufenthalts im Karmeliterkloster Esslingen. 1526 wurde ihm von Dekan und Kapitel des Stiftes der Hof Röttgen zu Schillingsrott (heute Am Lennartzhof) in Rodenkirchen verschrieben, der mit einem Ertrag von 16 Maltern auf die 31 Malter Weizen angerechnet wurde, die ihm als Propst zustanden.

### Kanzler von Jülich-Berg-Ravensburg und Kleve-Mark

#### Unter Herzog Johann III.
Um 1524 trat Ghogreff in den Dienst des Herzogs Johann III. von Jülich-Kleve-Berg (1490–1539). Angeblich war Johann Ghogreff mit dem herzoglichen Haus verwandt, wahrscheinlich ist dabei die Abstammung seines späteren Schwiegersohns Franz II. von Waldeck-Eisenberg aus dem Haus Kleve-Mark im Blick. Der herzogliche Prinzenerzieher Konrad von Heresbach widmete Ghogreff 1526 seine Herodot-Ausgabe. Herzog Johann beauftragte ihn mit diplomatischen Missionen, die ihn 1524 als kaiserlichen Reichsrat zum zweiten Reichsregiment nach Esslingen und zum Nürnberger Reichstag führten.
Nach dem Tod des Philipp von Kleve-Ravenstein beauftragte Johann III. von Jülich-Kleve-Berg Johann Gogreve, Thys (Matthias) von Loë († 1538), Herr zu Wissen, Drost zu Holten, Philippe de la Kethulle († 1545), Herr von Assche und Haverie, 1520–22 und 1536 erster Schöffe (Bürgermeister) von Gent, und Josse de Gruytere († 1543), seigneur d'Anvaing, Rat und Hofmeister der Herrschaft Ravenstein, in seinem Namen und im Namen seines Sohnes Wilhelms von der Herrschaft Wynendael Besitz zu ergreifen. Im Mai und Juni 1527 waren Propst und Kanzler „Johann Gogreue“ wie sein Bruder Wilhelm († 1528/32) und sein Schwager „Wilhelm Stail zu Sultzen“ († 1535/47) Mitglieder der Delegation, die Herzogin Sibylle von Jülich-Kleve-Berg auf ihrer Brautfahrt zu Johann Friedrich I. von Sachsen nach Torgau begleitete. Sie wurden Augenzeugen des Turniers von Torgau, dem auch Martin Luther und Philipp Melanchthon beiwohnten.
1528 wurde Ghogreff Amtmann zu Angermund und war bis zu seinem Tod 1554 Nachfolger von Wilhelm Lüninck († 1528) als jülich-bergisch-ravensbergischer Kanzler. Wilhelm Insulanus (= Werth) (* um 1495; † 1556) widmete ihm 1529 eine Kölner akademische Rede.
1529 vertraten der klevische Gesandte Graf Wirich V. von Daun-Falkenstein (um 1473–1546) und Ghogreff den Abt von Werden Johannes von Groningen († 1540; reg. 1517) auf dem Reichstag zu Speyer, auf dem die protestantischen Reichsstände eine Protestation gegen die Verhängung der Reichsacht gegen Martin Luther erhoben und ein Wiedertäufermandat verabschiedet wurde.

#### Verzicht auf den geistlichen Stand und Heirat
1530 verzichtete Ghogreff auf die Kölner Propstei, verließ den geistlichen Stand und übernahm als Nachfolger von Sibert von Rysswich († 1540) auch die klevisch-märkische Kanzlei. Seit dieser Zeit war Vlatten Ghogreffs Vizekanzler. Der Rückzug Ghogreffs aus Kurköln dürfte darin begründet gewesen sein, dass Erzbischof Hermann V. von Wied (1477–1552; reg. 1515–1547) damals einer erasmischen, der protestantischen Seite gegenüber ausgleichenden Kirchenpolitik noch ablehnend gegenüberstand. Auch der Tod seines Bruders Wilhelm und der Erhalt des Familienvermögens dürften eine Rolle gespielt haben, denn Ghogreff heiratete zur gleichen Zeit.
Insbesondere auf Ghogreffs Vorschlag hin wurde Karl Harst (1492–1563), den er wahrscheinlich 1518 in Orléans kennengelernt hatte, im März 1530 aus Löwen als Rat an den Jülicher Hof berufen. Im Oktober/November 1531 waren Graf Wilhelm II. von Neuenahr (* um 1485/87; † 1552) und Johann Ghogreff im Auftrag von Herzog Johann III. zwölf Tage in diplomatischer Mission in London am Hof des englischen Königs Heinrichs VIII. (1491–1547), bei dem sie drei oder vier Audienzen hatten. Der Bericht Wilhelms II. von Neuenahr über diese Reise an Kurfürst Johann Friedrich I. von Sachsen (1503–1554) ist diplomatisch verklausuliert und wenig aufschlussreich. Vermutlich ging es um die Angelegenheit der Scheidung des Königs von Katharina von Aragon. Es wurde auch über eine mögliche Heirat des Prinzen Wilhelm von Jülich-Kleve-Berg mit Heinrichs VIII. Tochter Maria gesprochen.
Ghogreff bereitete 1532 mit Heresbach die Einführung der erasmisch-melanchthonischen Kirchenordnung für die Vereinigten Herzogtümer Jülich-Kleve-Berg vor. Insbesondere Heresbach stand seit 1527 in engem Kontakt mit Philipp Melanchthon und hatte sich mit ihm über diese Ordnung beraten. Als die evangelische Stadt Soest, die zunehmend unter klevischen Einfluss geriet, sich der Einführung dieser Kirchenordnung widersetzte, verhandelten die klevischen Gesandten Ghogreff, Graf Wilhelm von Nassau (1487–1559), Gotthard (Godert II.) Ketteler zu Mellrich (1480–1556), Drost zu Elberfeld, Landmarschall Hermann von Wachtendonk († wohl zwischen 1546/49 und 1554), Drost zu Kranenburg, Eberhard (Evert) von der Recke zu Uentrop († zwischen 1555 und 1565), Drost zu Hamm, und Matthias von Altenbockum (Thies van Aldenboiken, Aldenbuch) († nach 1569), Drost zu Hörde und Landdrost zum Sparrenberg, vom 2. bis 4. Juli 1534 in Dinker erfolglos mit den Verordneten der Stadt Soest.
1532 beauftragte Johann seine Räte, 1533 eine Kirchenvisitation durchzuführen: Erbhofmeister Wilhelm von Harff zu Alsdorf und Hürth und Propst Vlatten als „Scholaster van Aich (Aachen)“ im Herzogtum Jülich, Haushofmeister Wessel van Loë (nach 1470–um 1543/45), Drost in der Liemers, und Rat Heinrich Bars genannt Olisleger im Herzogtum Kleve, Kanzler Ghogreff im Herzogtum Berg, Johann von Loë, Drost von Bochum, in der Grafschaft Mark und Matthias von Altenbockum in der Grafschaft Ravensberg. Der Bitte Ghogreffs und Vlattens, sie von dieser Aufgabe zu entbinden, entsprach der Herzog nicht. Nach der Visitation protestierte der Kölner Erzbischof Hermann von Wied gegen den Eingriff in seine Rechte.
Auf Anregung von Wilhelm II. von Neuenahr ließen sich Ghogreff und der Hofmeister Werner von Hochsteden-Niederzier (1499–1565) zu Nothausen im Frühjahr 1533 auch in den Dienst des Kurfürsten Johann Friedrich I. von Sachsen – des Schwiegersohns von Johann III. von Jülich-Kleve-Berg – nehmen, gaben die Bestallung aber auf Wunsch der sächsischen Herzogin Sibylle von Jülich-Kleve-Berg (1512–1554) im Herbst des Jahres wieder zurück.
Am Neusser Vertrag 1534 zwischen Jülich-Kleve-Berg und Kurköln und an den folgenden Verhandlungen im Juni/Juli 1535 in Köln und Januar 1536 in Neuss über kirchliche Organisationsfragen und die Vorbereitung des Kölner Provinzialkonzils 1536 war Ghogreff beteiligt. Die Kölner Delegation wurde von Johannes Gropper (1503–1559) geleitet. Groppers Versuch, Jülich-Kleve-Berg zur vorbehaltlosen Anerkennung des geplanten Provinzialkonzils zu bewegen, gelang dabei nicht.
Als 1534 in Wesel Täufer auftraten, die in Verbindung mit den Münsteraner Täufern standen, erließ Herzog Johann III. am 12. Dezember ein scharfes Mandat gegen sie. „Johannes Gogravius Cancellarius Juliacensis“ gehörte der Untersuchungskommission an, die die Verdächtigen im Januar 1535 verhörte. Die Beschuldigten wurden gefoltert; drei Personen am 19. Februar und sieben weitere am 13. April 1535 enthauptet, andere von Herzog Johann III. zu Geld- und Gefängnisstrafen oder mit Ausweisung begnadigt. Am 17. April 1535 war Ghogreff Mitglied der Kommission, die in Duisburg die Nichtigkeit des Heiratsvertrages zwischen Anna von Kleve (1515–1557) und Franz I. von Lothringen (1517–1545) feststellte.
Um 1535/36 war Ghogreff nach einem Bericht von Heresbach ernsthaft erkrankt, die Fieberepidemie ergriff auch Vlatten und Heresbach.
Im Juni 1536 verhandelten Herzog Johann, Heresbach, Ghogreff und andere Räte in Schloss Hambach mit den vier Hauptstädten Jülich, Düren, Euskirchen und Münstereifel des Herzogtums Jülich über verschiedene Privilegien der Landstädte. 1536/37 gewann er den Prokurator am Reichskammergericht Hubertus Schmetz († nach 1554) aus Süchteln dafür, den römisch-rechtlichen „Entwurf einer Reformation des gerichtlichen Prozesses“ zu entwerfen, mit dem alte Ortsrechte wie das „Jülicher Landrecht“ schonend abgelöst werden sollten. Die neue „Jülich- und Bergische Rechtsordnung“ wurde kurz nach Ghogreffs Tod 1555 in Kraft gesetzt.
Im Dezember 1537 wurden Kanzler Ghogreff, Propst Johann von Vlatten, Haushofmeister Wessel von Loë, Landmarschall Hermann von Wachtendonk, Landmarschall Rabod (Ruprecht) von Plettenberg zu Landskron († zwischen 1543 und 1549) und Otto von Wylich (Wylack, Wilich) († 1542), Drost zu Gennep, von Herzog Johann zur Versammlung der geldernschen Landstände in Nimwegen entsandt und erreichten, dass die Landstände und Herzog Karl von Geldern (1467–1538), der keine „legitimen“ männlichen Nachkommen hatte, im Januar 1538 einer Vereinigung Gelderns und Zutphens mit Kleve zustimmten. 1543 musste Wilhelm V. das Herzogtum Geldern und die Grafschaft Zutphen allerdings im Vertrag von Venlo wieder abtreten.

#### Unter Herzog Wilhelm V.
Im Februar 1539 übernahm Herzog Wilhelm V. (1516–1592) die Regierung von Geldern, Jülich-Kleve-Berg, Mark und Ravensberg. Ghogreff blieb Kanzler; nach Einschätzung des englischen Diplomaten Nicholas Wotton (um 1497–1567) war er „the verye chief of his Cownsell, and to whome all the reste, excepte Olisleger, ar not to be comparidde for witte [= wittiness], knowledge, lerninge, nor dyversite of tongues, … and the Duke and Duchesse and al the Cownsel heere ar moste ruelidde [= ruled] by hym“.
Von Februar bis April 1539 war Ghogreff bei Friedensverhandlungen der Gesandten Kaiser Karls V. (1500–1558) mit dem Schmalkaldischen Bund (Frankfurter Anstand) auf dem Fürstentag in Frankfurt am Main. Zur Delegation von Jülich-Kleve gehörten dort auch Wirich V. von Daun-Falkenstein, Landmarschall Hermann von Wachtendonk, Dr. jur. Johann von Dockum gen. Fries und der Sekretär und Pfennigmeister Hans Udenheimer († nach 1555). Ghogreff sprach in Frankfurt im April auch mit den englischen Unterhändlern Christopher Mount (1497–1572) und Thomas Paynell (um 1528–1567) über eine klevische Heiratsverbindung. Bei dieser Gelegenheit ist er Philipp Melanchthon wieder begegnet. Melanchthon bezog sich in einem Brief an Johannes Brenz (1499–1570) auf ein Gespräch mit Ghogreff als einen Hintergrund seiner Beschäftigung mit dem Problem der „Fürstenpflicht“ in seiner Schrift De officio Principium vom Oktober 1539.
Im Mai 1539 verhandelten Ghogreff, Olisleger, Wachtendonk und Dockum gen. Fries als jülichsche Räte in Brüssel wegen der gelderschen Angelegenheit mit der Statthalterin Königin Maria von Ungarn (1505–1558) und den brabantischen Räten Philippe II. de Croÿ (1496–1549), Herzog von Aarschot, Antoine I. de Lalaing (1480–1540), Graf von Hoogstraten, Jehan Hannart († 1539), Herr von Liedekerke und Burggraf von Lombeek, Dr. Loys de Schore († 1548) und Dr. Philippe Negri († 1563). Dabei wurde auch eine Eheverbindung von Herzog Wilhelm mit Christina von Dänemark (1521–1590), der verwitweten Herzogin von Mailand, erwogen.
Im Juli 1539 befand sich Ghogreff im Gefolge Herzog Wilhelms in Düren und verhandelte als Kanzler mit Bürgermeister, Schöffen und Rat über die Bestätigung der Privilegien der Stadt vor der Erbhuldigung. Im August erfolgte in seinem Beisein die Huldigung der Ämter Born und Millen in Sittard, des Amtes Kaster und der bergischen Stände (Räte, Ritterschaft und Städte Düsseldorf, Ratingen, Wipperfürth, Lennep, Solingen, Gerresheim, Radevormwald, Blankenberg) in Düsseldorf. Im Dezember, als Herzog Wilhelm die Huldigung seiner rechtsrheinischen Städte entgegennahm, verhandelte Ghogreff in Wesel mit Bürgermeister und Stadtschreiber wiederum über die Bestätigung von Privilegien.

#### Bündnisse mit England und Frankreich im Kampf um Geldern
Ghogreff begleitete den Herzog im Januar 1540 zusammen mit Vlatten und Harff zur Hochzeit seiner Schwester Anna von Kleve mit König Heinrich VIII. von England nach London. Im Februar 1540 nahm Ghogreff mit Heresbach und Karl Harst in Paderborn an der Zusammenkunft von Wilhelm V. mit seinem Schwager Kurfürst Johann Friedrich I. von Sachsen (1503–1554) und anderen Vertretern des Schmalkaldischen Bundes teil. Auf der Rückreise führte „Chawncelor Ghogreve“ in Recklinghausen und Hamm politische Unterredungen mit dem englischen Gesandten Nicholas Wotton, der ihm Briefe König Heinrichs VIII. übergab. Im April 1540 begleitete er Wilhelm V. vermutlich bei dessen Besuch in Gent zu Gesprächen mit Kaiser Karl V.
Im Juli 1540 schlossen Kanzler Ghogreff, Landmarschall Wachtendonk und der Gesandte am französischen Hof Hermann Crüser (1510–1575) im Auftrag von Herzog Wilhelm in Anet ein gegen Karl V. gerichtetes Bündnis mit den Bevollmächtigten König Franz I. von Frankreich (1494–1547), Kardinal François de Tournon (1489–1562) und Kanzler Guillaume Poyet (1473–1548). Hierbei wurde auch eine Verabredung zur – später nicht vollzogenen – Ehe Wilhelms mit der 12-jährigen Prinzessin Jeanne d’Albret (1528–1572), Tochter von König Heinrich II. von Navarra (1503–1555), der Nichte des Königs, geschlossen. Von April bis Juli 1541 reiste Ghogreff im Gefolge Herzog Wilhelms nach Paris und Châtellerault, wo Verlobung, Hochzeit und Schein-Beilager vollzogen wurden; in der etwa 15-köpfigen Begleitung des Herzogs befanden sich auch Wachtendonk und der Marschall von Geldern Maarten van Rossum (1478–1555); die Ehe wurde 1545 von Papst Paul III. (1468–1549, reg. 1534) annulliert.
Ab 1541 ließ Ghogreff das Amt Angermund durch Sybert von Troisdorf († um 1568), den Sohn seiner Cousine Margaretha von Hammerstein († um 1556) und des Hofmeisters Gerhard von Troistrop († 1540) zu Heltorf, verwalten. Siebert von Troisdorf war seit 1540 mit Anna von Winkelhausen, einer Nichte von Ghogreffs Schwägerin Anna Ketteler († nach 1558), verheiratet.
Eine Besoldungsliste von 1543 nennt das Personal der kleve-märkischen Kanzlei Ghogreffs: Supplikenmeister Johannes Smeling († nach 1556), Sekretär Balthasar Ghyer (Vultur) († um 1548/52), Kanoniker zu Xanten, Registrator Johann von Rheidt († nach 1549), Gerit van Osterwick, Registrator Matthias van den Egher († nach 1574), Landrentmeister Rutger Louwermann und „Cancellieknecht“ van den Stehn.

#### Nach dem Vertrag von Venlo
Nach dem Dritten Geldrischen Erbfolgekrieg, in dem Ghogreffs Schwager Werner der Jüngere von Binsfeld (⚔ 1543) in der Schlacht von Sittard fiel, musste Geldern 1543 im Vertrag von Venlo wieder abgetreten werden. Ghogreff gehörte zur klevischen Delegation, die im Januar 1544 in Brüssel die endgültige Vereinbarung in 14 Artikeln zwischen Kaiser Karl V. und Herzog Wilhelm V. mit dem gegenseitige Verzicht auf Ansprüche aushandelte. Auf kaiserlicher Seite verhandelten Kammerherr Louis von Flandern, seigneur de Praet (1488–1556), Erster Rat und Siegelbewahrer Nicolas Perrenot de Granvelle (1486–1550), Präsident des Geheimen Rates Loys de Schore und Rat Viglius Zuichemus (1507–1577), auf klevischer Seite Kanzler Ghogreff, Kammermeister Nikolaus von Harff († nach 1566), Olisleger, Georg von Boenen (um 1489–1563) zu Berge, Rat Dr. jur. Johann Faltermeyer und Landrentmeister Lic. jur. Johannes van Essen genannt Pottgießer († nach 1584).
Nachdem der Abschied des Speyerer Reichstages von 1544, an dem Ghogreff teilgenommen hatte, die Stände zur Abfassung einer „Reformation“ aufgerufen hatte, legten Ghogreff, Heresbach und der herzogliche Hofprediger Arnold Bongard († um 1568) in Abstimmung mit Wilhelm V. 1545 einen systematischen Reformentwurf „Articuli aliquot seu Capita earum rerum, quarum ratio habenda videtur tam in reformanda Religione quam visitandis Ecclesiis“ vor.
Ghogreff hatte 1545 entscheidenden Einfluss auf die Errichtung des Düsseldorfer Lyceums (heute: Görres-Gymnasium) und unterstützte es aus der jülich-bergischen Kasse. Johannes Monheim (1509–1564), der erste Rektor der Schule, widmete ihm im November 1545 seine erasmische Bearbeitung des lutherischen Katechismus von Christoph Hegendorf (1500–1540), die 1547 im Druck erschien. Den Einsatz Ghogreffs für die Gründung der Schule fünf Jahre zuvor würdigte Monheim in einer Epistola nuncupatoria vom 2. August 1550.
1546 gehörten Ghogreff, Vlatten und Olisleger einer Gesandtschaft zum Reichstag in Regensburg an, die mit Kaiser Karl V. und König Ferdinand I. (1503–1564) die Vermählung Wilhelms mit Erzherzogin Maria von Habsburg (1531–1581), einer Tochter des späteren Kaisers Ferdinands, aushandelte.

#### Übertragung der klevisch-märkischen Kanzlei an Olisleger
Um 1546/47 wurde Ghogreff in seiner Funktion als klevisch-märkischer Kanzler von Heinrich Bars genannt Olisleger abgelöst. Er blieb weiterhin Kanzler von Jülich-Berg. Als herzogliche Gesandte nahmen er und Olisleger im Januar 1547 einen Monat vor dem Rücktritt des Erzbischofs Hermann V. von Wied am Kölner Landtag teil und traten bezüglich der Protestanten dafür ein, „das die religion an ortten dae die angefangen, pleyben mocht“. Nach der Ernennung von Adolf von Schaumburg (1511–1556) zum Erzbischof von Köln 1547 verhandelten Ghogreff und Olisleger 1548 in Neuss mit dem Kurkölner Vertreter Kaspar Gropper (1519–1594) über die Erhebung von Abgaben an die römische Kurie zur Bestätigung der Bischofswahl.
1547 widmete Wilhelm Werth, „der Menapier“ aus Grevenbroich, Ghogreff seine Schrift Statera artis Chalcographicae über die Vor- und Nachteile der Druckkunst für die Christenheit.
In einer Denkschrift, die vermutlich aus dem August 1548 stammt, riet Ghogreff dazu, den – altgläubigen – Pfarrern von Kleve-Mark zu gestatten, den Gemeindeglieder das Abendmahl in beiderlei Gestalt zu reichen. Im September 1548 gehörte Ghogreff zu einer kurkölnisch-klevischen Delegation, die unter der Leitung von Propst Johannes Gropper die evangelische Stadt Soest zwang, das Augsburger Interim einzuführen, unter dem allerdings der Laienkelch beibehalten werden konnte.
Im Mai 1549 trug Ghogreff den Ständen von Jülich-Berg in Gegenwart des Herzogs in Düsseldorf den Anteil der auf dem Augsburger Reichstag beschlossene Reichssteuer zur Erhöhung des Vorrats (9720 Gulden), zur Befestigung der Grenzorte gegen die Türken (6250 Gulden) und zum Unterhalt des Reichskammergerichtes (1000 Gulden) vor, die schließlich nach einiger Diskussion von den Ständen bewilligt wurde. 1550 besiegelte er einen Vergleich der Äbtissin Marguerite IV. d'Estourmel († 1561) des Augustinerinnen-Klosters Nivelles mit seinem Schwiegervater Werner von Binsfeld über den Kirchsatz in Binsfeld und Güter in Oedingen, Nierendorf und Unkelbach mit. Paulus Winter genannt Chimarrhaeus (1513–1563), ein Freund Johannes Monheims, widmete Johannes Gogreve 1552 eine gereimte Übertragung der Sonntags-Episteln für den Schulgebrauch in der Lateinschule Düren, der er als Rektor vorstand.
Im Mai 1552 nahm Ghogreff als einer der Begleiter Herzog Wilhelms am Wormser Fürstentag teil. Am 10. Mai 1553 einigten sich Köln und Jülich auf dem Tag von Bacharach, an dem Ghogreff teilnahm, in ihrem Streit um die Grafschaft Neuenahr, vor einem Schiedsgericht der Fürsten weiterzuverhandeln. Im November 1553 schloss Ghogreff einen Vertrag zwischen Jülich-Kleve-Berg und Neuenahr-Moers ab, um Grenzstreitigkeiten zwischen Hermann von Neuenahr und Moers und dem Rat der Stadt Duisburg (senatus Teutoburgensis) beizulegen; an der Konferenz in Kleve bei Herzog Wilhelm nahmen der Kurkölner Chorbischof Graf Friedrich von Wied, der Werdener Abt Hermann von Holten, sieben weitere Grafen – Wilhelm „der Reiche“ von Nassau-Dillenburg, Dietrich V. von Manderscheid-Schleiden-Virneburg, Gumprecht II. von Neuenahr und Limburg und Charles de Brimeu-Megen als Schiedsrichter sowie als Beobachter Franz II. von Waldeck-Eisenberg, Edzard Cirksena von Ostfriesland und Johann von Manderscheid-Blankenheim-Gerolstein – und Räte aus Wesel und Kleve teil.
Johannes Ghogreff starb 1554 an einem plötzlichen, heftigen Fieber in seinem Haus Hellenbroich bei Mettmann und wurde am 11. März in der Stiftskirche St. Lambertus in Düsseldorf unter einer Marmorplatte beigesetzt. Sein Nachfolger als jülich-bergischer Kanzler wurde Johann von Vlatten.

## Besitztümer

### Düsseldorf
Ghogreff kaufte 1528 als Propst auf der Düsseldorfer „Kuttestraissin“ (Kurze Straße) ein Haus vom Kreuzbrüder-Konvent (ehemals Wilhelm Cluwe und seiner Frau Greitgen gehörend) sowie ein weiteres Haus mit „eyn slaiffkamer myt eym bedde zor nachtrasten“ vom Neusser Minoriten-Guardian Hermann von Kreyveldt († um (nach) 1535). 1549 kaufte er von Bertram von Lantzberg († 1552), Drost zu Vlotho, und Gertrud vom Huyss ein weiteres Haus auf der „Kuttenstraße, hinten hinaus auf den Kradenpoill (= Krötenpfuhl)“ in der Düsseldorfer Neustadt. Die Liegenschaft wurde von seinen Töchtern Maria und Agnes 1584 an den Jülicher Hofmeister Johann von Ossenbroich († 1594) und seine Frau Margarethe von Bodlenberg genannt Schyrp verkauft.

### Amt Angermund
1493 hatte Gysgen Gaugrebe (Goegreve) von seiner Schwiegermutter Katharina von Calcum gen. Leuchtmar die halbe Holzgewalt up dem Vorste (heute: Am Forst Kalkum) erhalten. 1497 kauften Giesgen Gogreve und seine Frau Margarethe von der Recke den Adrianshof (oder Kleianshof; heute Am Kleiansacker in Kalkum) in Zeppenheim. Von Johann Huysken und seiner Frau Jutta kaufte Junker Johann Gaugrebe (Goegreffen), Amtmann zu Angermund, 1530 kraft Erbkauf zwei Morgen „Artland“ (terra arabilis; Acker) an dem dicken buyß (heute: Am Dickenbusch bei Schloss Heltorf) in der Freiheit Angermund. 1531 kaufte er Ackerland in Holtum zwischen Bockum und dem Rittersitz Groß-Winkelhausen im Gericht Kreuzberg von den Familien Vent und Honne, 1532 den Rittersitz Gräfgenstein (Ratingen-Eggerscheidt) von Eberhard von der Recke. 1541 erhielt Ghogreff als Nachfolger des Gerhard von Troisdorp († 1540) das Haus Angerort mit dem angeschlossenen Wirtschaftshof Gut Medefort im Amt Angermund als Lehen. 1548 einigte er sich mit Godart Mengden, Schultheiß zu Kaiserswerth, über die strittigen Güter Krummen Bandt und Weidenbleeck an der Brücke über den Schwarzbach in Zeppenheim.

### Amt Mettmann
Nach dem Tod seines Bruders Wilhelm erbte Ghogreff Haus Hellenbroich in der Honschaft Diepensiepen bei Mettmann. Von seinem „Onkel“ Christoph Vietinghoff genannt Schell (Christoffell Vyttinckhoeff gen. Schelle) (* um 1501; † 1564) zu Altendorf kaufte er 1539 Lehngüter im Amt Mettmann, speziell die Bergerhoeve (Obersten und Untersten Berg; Honschaft Obschwarzbach), die Hoeve zu Poit (Groß- und Klein-Poth; Honschaft Diepensiepen), Gockelshoeff zu Schmalt (Große und Kleine Schmalt; Honschaft Diepensiepen), Wilkes Gut zu Goldberg (Honschaft Obmettmann), die Wüstung Scharrenberg (Honschaft Diepensiepen), das Gut zu Scheffkesshuysen (Scheffges; Honschaft Obmettmann) und das Gut am Stintenberg (Honschaft Metzkausen), die alle dem Gut Hellenbroich zugeschlagen wurden. 1541 kaufte er Schloss Goldberg und pachtete die dazugehörige Goldberger Bannmühle bei Mettmann.

### Amt Monheim
Bereits Johanns Vater Gijssgen Goegreve hatte 1495 das Gut dat Rott ind Kempe in Himmelgeist (vgl. die heutigen Straßennamen Auf'm Rott und Kampstraße im Westen von Wersten) für 700 Goldgulden als Pfand erhalten bzw. 1498 von dem Kurkölner Hofmeister Vinzenz von Schwanenberg († nach 1519), Burggraf des Landes Limburg und Amtmann zu Erprath, und seiner Frau Alverade von Palant († 1506) als Besitzern des Hofes Mickeln gekauft, zu dem die Liegenschaft gehörte. Gijssgen Goegreve sorgte dafür, dass es mit dem Wasser „uijss der bech an der Schadelachsmoelne“, „de op dat Roytt gehoirt“, d. h. dem Brückerbach, mitgewässert werden konnte. Die Transaktion war von Peter von Unkel, Rat und Sekretär des Kölner Erzbischofs, der Verschreibungen auf Mickeln besaß, genehmigt worden. 1496 tauschte Junker Gijssgen Goegreve einen Morgen Land up Schellartzkampe gegen Land an Brugger Busch ein.
Der Besitz gelangte über seine Mutter und seinen Bruder Wilhelm um 1530 an Johann. 1548 tauschte Ghogreff „im erffbiutkouff“ (Erbtausch) Land im Amt Monheim gegen Besitz des Kollegiatstiftes Düsseldorf im Brugger Busch vor dem Neuwenhoeve im Norden von Himmelgeist „im Lande des Kanzlers gelegen“.
1544 besaß Ghogreff den Fronhof Kircherhof an der Kirche zu Itter. 1550 wurde ihm auf 24 Jahre der bergische Teil des Monheimer Werths (heutiger Straßenname: Am Werth) übertragen.

## Familie
Seit 1531 war Johann Ghogreff verheiratet mit Agnes von Binsfeld († 1579/82), Tochter von Werner von Binsfeld († 1557), Landdrost des Herzogtums Jülich und Amtmann zu Nideggen und Schönforst, und Agnes von Nesselrode, Erbin von Weiler (Wijlre; heute Ortsteil von Gulpen-Wittem). Ihre Kinder:
1. Maria Ghogreve († 1591 oder 1593), verheiratet seit 1558/63 mit Franz II. von Waldeck-Eisenberg (um 1526–1574), Pfand- und Amtsherr des Hauses Beyenburg, Sohn von Philipp III. von Waldeck-Eisenberg (1486–1539) und Anna von Kleve-Mark (1495–1567).[A 12][126] 1577 erhielt Franz II. von Waldeck für seine Frau Maria Haus Angerort und Gut Medefort als Lehen.[127] Maria von Gogreve stiftete 1562 mit Barmer Bürgern die Lutherische, später Reformierte Schule mit Uhrwerk und Glocke in Barmen-Gemarke, verstarb kinderlos in Düsseldorf, begraben in der evangelischen Kirche von Lüttringhausen.
2. Agnes Ghogreve (Gaugrebe) († 1598/1602), heiratete 1578 Ludolf d. L. von Fürstenberg zu Höllinghofen († 1581) aus Werl, Sohn von Johann von Fürstenberg († vor 1578) und Elisabeth von Neuhof († vor 1578),[8][128] verstarb kinderlos,[129][130]
3. Werner Gogreff († 1559),[131] empfing 1555 das Haus Angerort und Gut Medefort als Lehen.[132]

Eine ältere Schwester oder Halbschwester (* vor 1490/95; † vor 1523) Johanns war seit 1509 mit Wilhelm V. Staël von Holstein († 1535/47), Herr zu Sülz und Hamershof (auf der Scheiderhöhe), dem Sohn Johann Staëls von der Sultzen († vor 1504) und der Aleid von Arendal, Erbin zu Rheydt, verheiratet. Johanns Schwester Margaretha Gogreve (* vor 1495/99; † nach 1556, vielleicht † um 1573) war seit 1515 mit Gerhard von Dobbe zu Lyren († um 1524) in Wattenscheid verheiratet, Sohn von Wilhelm von Dobbe zu Lier († nach 1489) und Bate († nach 1489). Margaretha von Dobbe zu Lyren, geb. Gogreve, vermachte viele ihrer in der Nähe von Wattenscheid gelegenen Güter ihren Nichten Maria und Agnes Ghogreve. Johanns Bruder Wilhelm Ghogreff (* um 1495; † 1528/32, vermutlich um 1530), 1525 Amtmann zu Mettmann, war seit 1528 verheiratet mit Anna Ketteler († nach 1558), Tochter von Konrad (Cord) Ketteler († nach 1558) zu Alt-Assen, Drost zu Dülmen. Anna Ketteler heiratete 1532 in zweiter Ehe Hermann von und zu Winkelhausen († vor 1558) auf Schloss Kalkum, Sohn von Ludger von Winkelhausen. Martin Ghogref (Goegreve) (* um 1495; † nach 1547), der sich 1513 in Köln immatrikulierte (Mart. Gogreve de Duysseldorf), 1524 auf den Liebfrauenaltar der Pfarrkirche St. Lambertus in Düsseldorf präsentiert wurde, ihn 1525 in Besitz nahm und 1547 darauf Verzicht leistete, wird ein weiterer Bruder gewesen sein.
Da Johann Ghogreff und Agnes von Binsfeld keine Enkel hinterließen, wurden sie letztlich von den Nachkommen ihres Großneffen Junker Sibert von Troisdorf und ihres Schwagers Junker Lutgen (Ludwig) von Winkelhausen d. J. († nach 1540) bzw. von der Schwester Katharina von Binsfeld († um 1610) verwitwete von der Horst zu Mydlinghoven und dem Neffen Johannes von und zu Binsfeld und Weiler († 1627), Amtmann zu Nideggen, beerbt.
Verwandtschaftliche Beziehungen bestanden zur Familie des jülich-bergischen „Türwärters“ und Solinger Marschalls und Amtmanns Rütger I. von Schöller (Schoeler; Schuller; Schaler) († um 1548) und (⚭ 1515) seiner Frau Margaretha von Herdt († nach 1566) aus Arnhem. Johan van dem Bodelnberg (Bottlenberg) genannt Kessel († vor 1561) zu Hackhuisen, Amtmann zu Mettmann, Sohn von Wilhelm van dem Bodelnberge genannt Schirp, seit 1539 verheiratet mit Mechtelt van Schoeler († nach 1571), Tochter des Rütger I. von Schöller, wurde 1546 als „Vetter“ des Kanzlers „Johan Gaugraf“ bezeichnet. „Johan Ghogreff, Kanzler und Amtmann zu Angermont“, war 1539 einer der Trauzeugen seiner Braut.
Mit seinem Namensvetter, dem schaumburgischen Kanzler Mag. Johannes Gogreve († 1573) aus Hameln, der aus einer Nebenlinie der Gaugreben stammte und ebenfalls Beziehungen zum Mindener Klerus unterhielt, war Ghogreff nicht verwandt. Der schaumburgische Kanzler reiste 1544/45 nach Köln, wo Adolf von Schaumburg als Koadjutor des Erzbistums wirkte, und vermittelte 1554 Hilfszahlungen an den Herzog von Jülich. Der Mindener Stiftsherr Georg Gogreve (* um 1534; † 1575/76), „illegitimer“ Sohn eines Klerikers, der 1564 in Rom für das Herzogtum Kleve das päpstliche Privileg zur Gründung der Alten Universität in Duisburg einholte, war ein naher Verwandter des schaumburgischen Kanzlers.

## Wappen

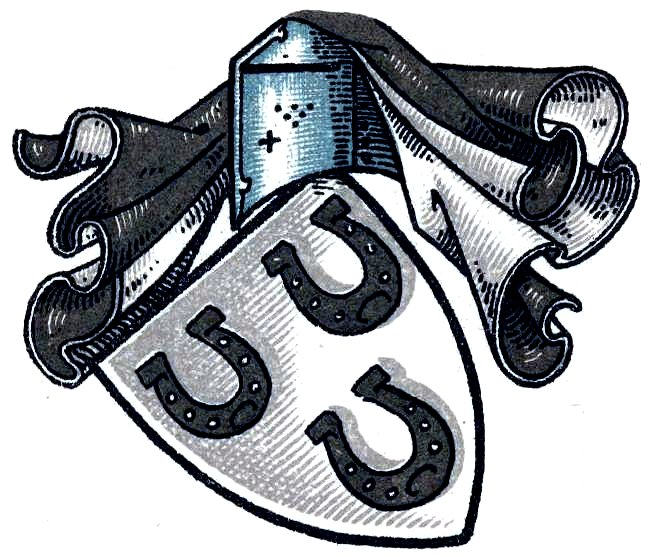
Wappen Ghogreff (Zeichnung in geänderten Farben)

Das Wappen derer von Ghogreff enthält in Blau drei (2:1) goldene, gestürzte Hufeisen (bzw. Fasseisen, Maueranker, Anker der Wolfsangel). Helmzier drei goldene Kugeln, darauf ein Pfauenstoß.

## Würdigung
In Düsseldorf-Friedrichstadt ist die Gogrevestraße nach Ghogreff benannt.